# Ampelophaga
Ampelophaga é um gênero de mariposa pertencente à família Bombycidae.